# Kassock

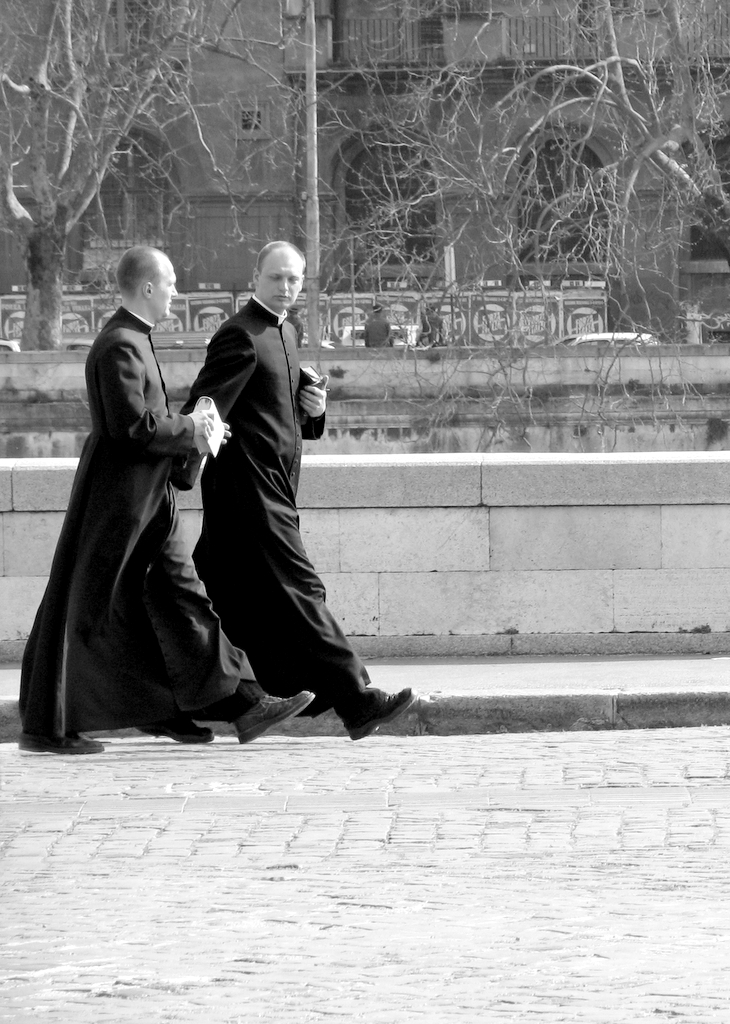
Två katolska präster iförda soutane.
Fotografi från 2005.

Kassock, även kassock, är en lång klädnad som bärs av präster och diakoner inom Katolska kyrkan. Den förekommer även inom anglikanska kyrkan och inom vissa grenar av lutherska kyrkan. Inom ortodoxa kyrkan används två typer av kassock. I katolska sammanhang kallas klädesplagget även talar eller soutane. Det ordet är franskt och kommer från latin subtana, adjektivsformen för 'subtus' (under).

## Katolska typer

Påve
Kardinal
Biskop (även andra, då utan kappa och mössa)
Påvens personliga kaplan
Präst/Diakon

## Anglikanska typer

Biskop
Kanik (olika färger)
Präst/Diakon/Lekman